# Polar Electro

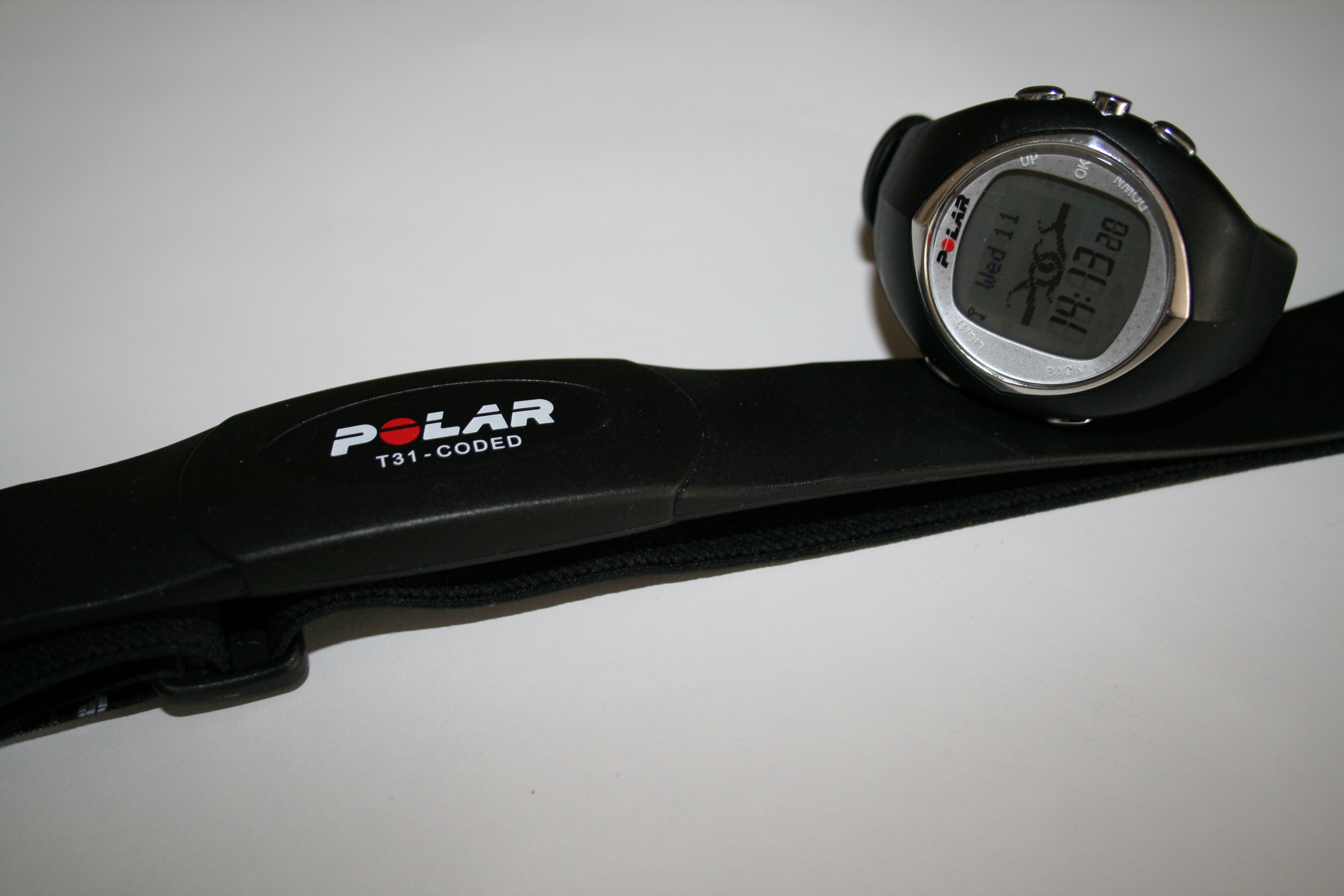
Monitor pracy serca firmy Polar z opaską na serce

Polar Electro (potocznie Polar) – producent pulsometrów wykorzystywanych w różnych dyscyplinach sportowych. Fabryka mieści się w Kempele, w Finlandii.

## Możliwości urządzenia
Najbardziej zaawansowane technologicznie są modele Polara wykorzystywane w kolarstwie. Oprócz pomiaru pracy serca (potrzeba specjalna opaska z elektrodami na klatkę piersiową) urządzenie zapisuje w swej pamięci profil przebytej trasy, wykres prędkości (potrzebny dodatkowy chip mocowany na widelcu), temperaturę otoczenia, wykres kadencji (potrzebny dodatkowy chip mocowany w okolicy lewej korby); istnieje też możliwość podłączenia urządzenia mierzącego moc zawodnika (na podstawie drgań łańcucha). Wszystkie dane można wczytać do komputera (podczerwień) i analizować w programie Polar Precision Performance. Wszystkie dane są też dostępne podczas pracy urządzenia, na treningu.
Poza tym pulsometry Polara wykorzystywane są we wszystkich innych dyscyplinach wytrzymałościowych.

## Polar a GPS
Na przełomie 2007/2008 Polar wprowadził do oferty model RS800G3 oraz sensor GPS G3 oparty na technologii SIRF III. Pełni on jedynie funkcję czujnika prędkości i dodatkowego altimetru, a nie nawigacji.